# دانشگاه دلاور

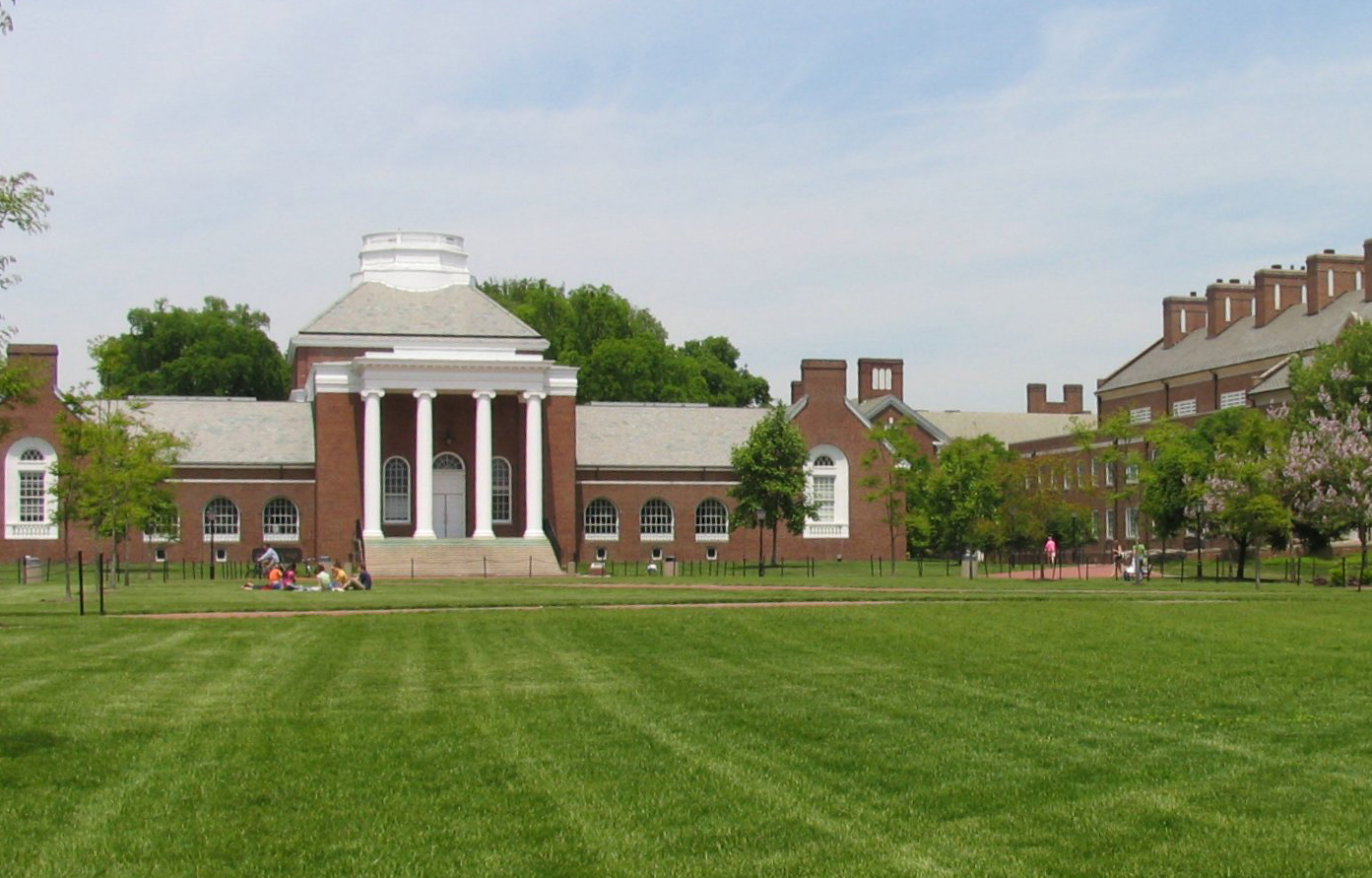
محوطه چمن دانشگاه

دانشگاه دلاور (به انگلیسی: University of Delaware) یک دانشگاه تحقیقاتی دولتی در نیوآرک واقع در ایالت دلاور آمریکا است که در سال ۱۷۴۳ میلادی تأسیس شده‌است.‌ این دانشگاه با قدمت طولانی خود، در جایگاه خوبی از رنکینگ جهانی قرار دارد. هیئت علمی برجسته دانشگاه شامل نویسندگان، دانشمندان و هنرمندان شناخته شده بین‌المللی است و جزو ۳٪ دانشگاه‌های برتر در زمینه فعالیت‌های تحقیقاتی ایالات متحده قرار دارد و امروزه به عنوان یک دانشگاه تحقیقاتی فشرده با فناوری پیشرفته و تأثیر جهانی شناخته می‌شود. 
پرورش دانشمند برنده جایزه نوبل، یک طراح رقص برنده جایزه تونی و رئیس جمهور ایالات متحده از جمله افتخارات این دانشگاه به شمار می‌رود. این دانشگاه هرساله میزبان دانشجویان بسیاری از کشورهای مختلف است. به طوری که بیش از ۲۳۰۰ نفر از جمعیت ۲۱۷۰۰ نفری دانشگاه دلاویر را دانشجویان بین‌المللی تشکیل داده‌اند.

## دانشکده اقتصاد و کسب‌وکار آلفرد لرنر
دانشکده اقتصاد و کسب‌وکار آلفرد لرنر (به انگلیسی: Alfred Lerner College of Business and Economics) دوره‌های متنوعی را در مقاطع کارشناسی، کارشناسی ارشد و دکترا ارائه می‌کند. دوره‌های کارشناسی ارشد و دکترای این دانشکده عبارتند از: 
- کارشناسی ارشد حسابداری (MS Accounting)
- کارشناسی ارشد مدیریت مالی (MS Finance)
- کارشناسی ارشد اقتصاد (MS Economics)
- کارشناسی ارشد هتل‌داری (MS Hospitality Business Management)
- کارشناسی ارشد کسب‌وکار بین‌المللی (MS International Business)
- کارشناسی ارشد سیستم‌های اطلاعاتی (MS Information Systems)
- کارشناسی ارشد تغییر و توسعهٔ سازمانی (MS Organizational Development and Change)
- ام‌بی‌ای با گرایش‌های کارآفرینی، مدیریت مالی، فناوری اطلاعات، بازاریابی، مدیریت موزه (MBA)
- دکتری اقتصاد (PhD Economics)
- دکتری تجزیه و تحلیل خدمات مالی (PhD in Financial Services Analytics)

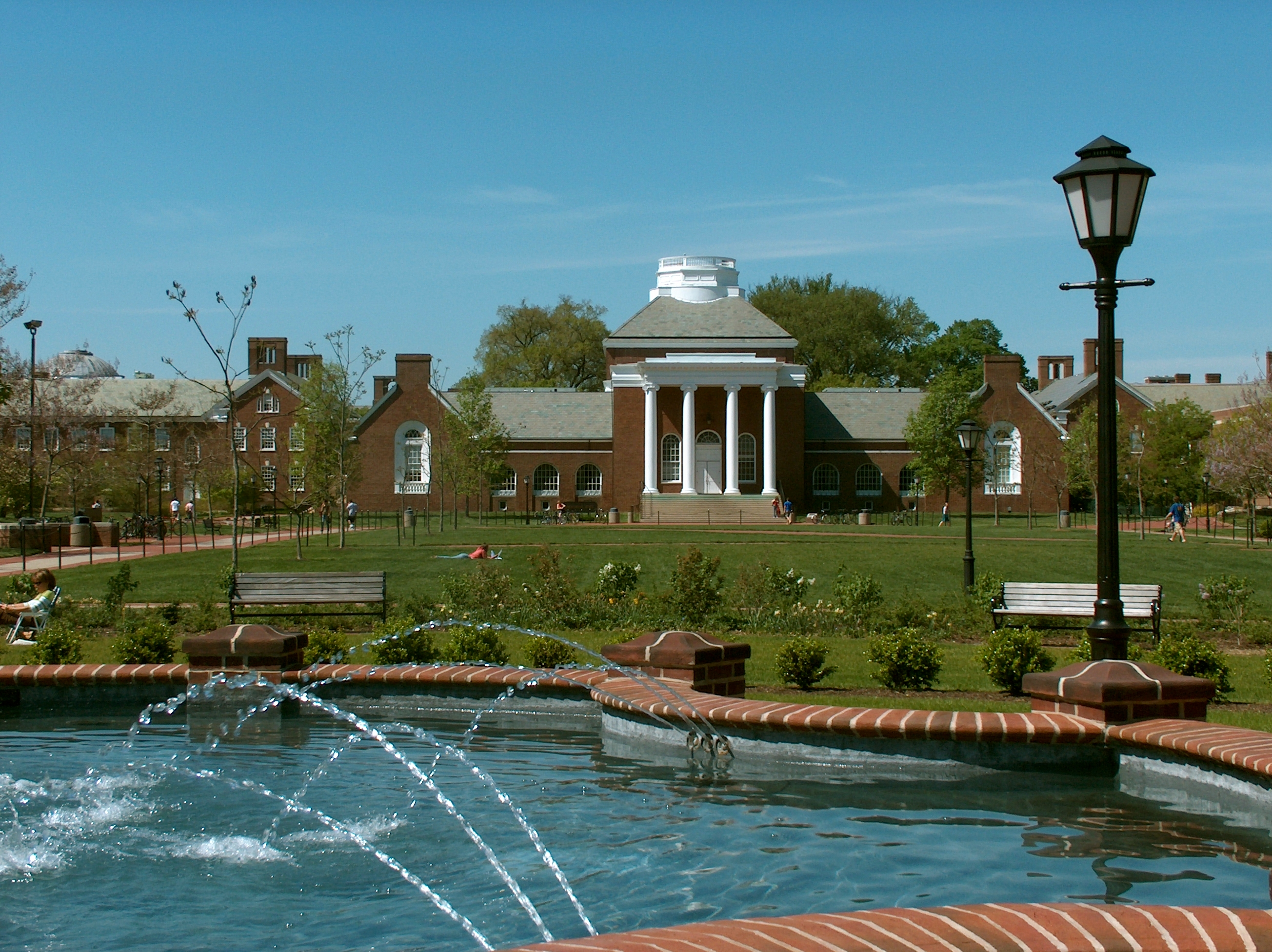
میدان «مگنولیا»

## نگارخانه

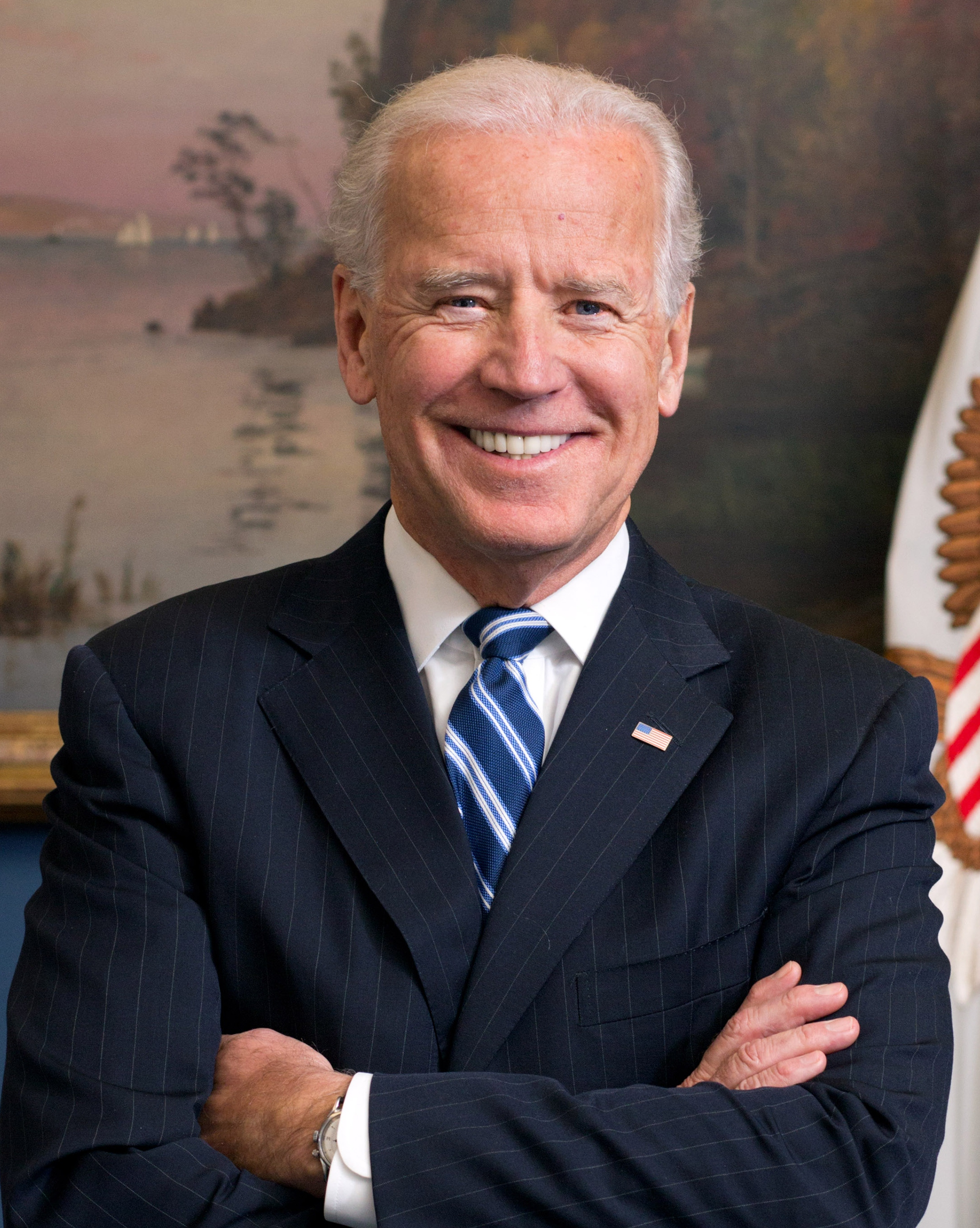
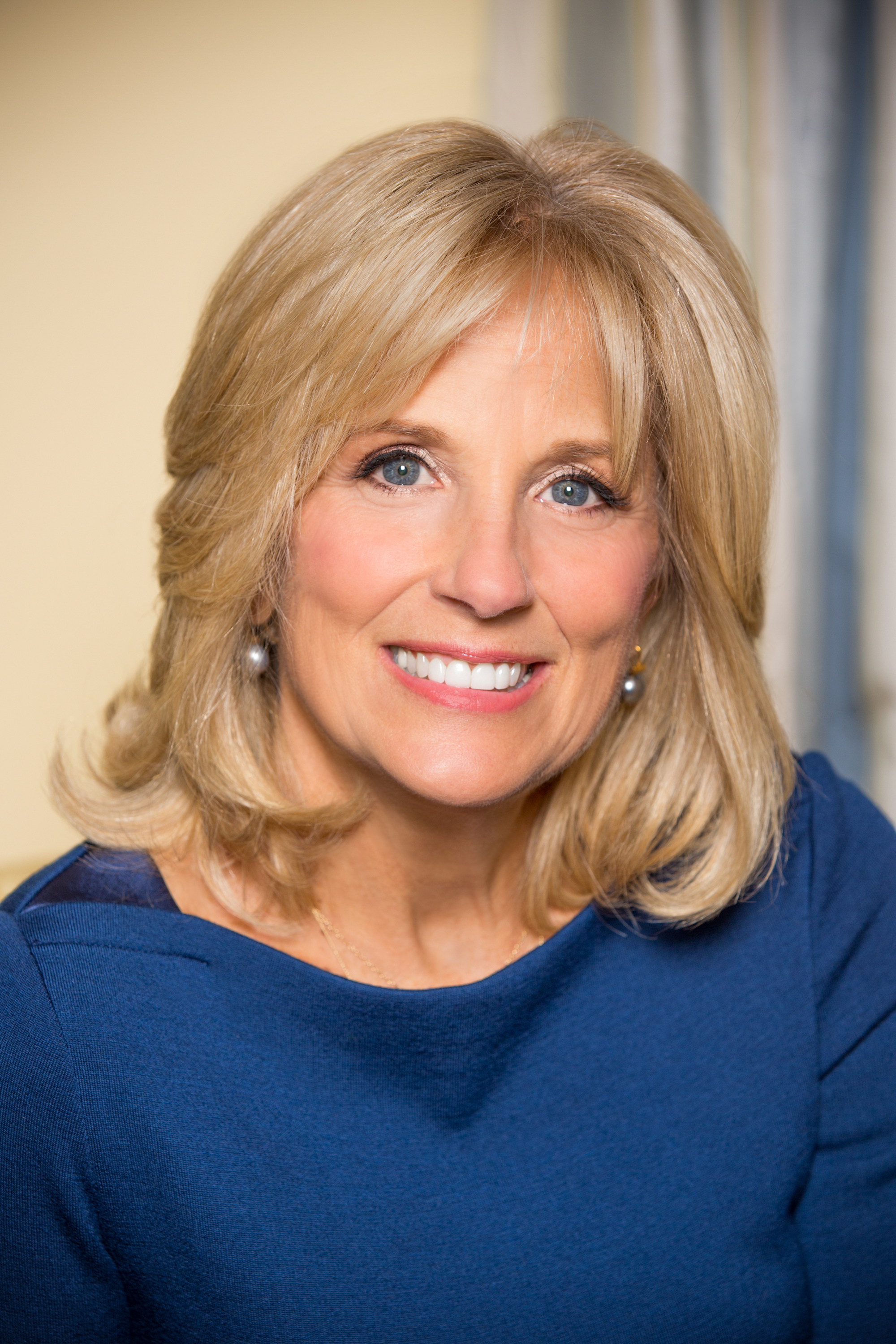
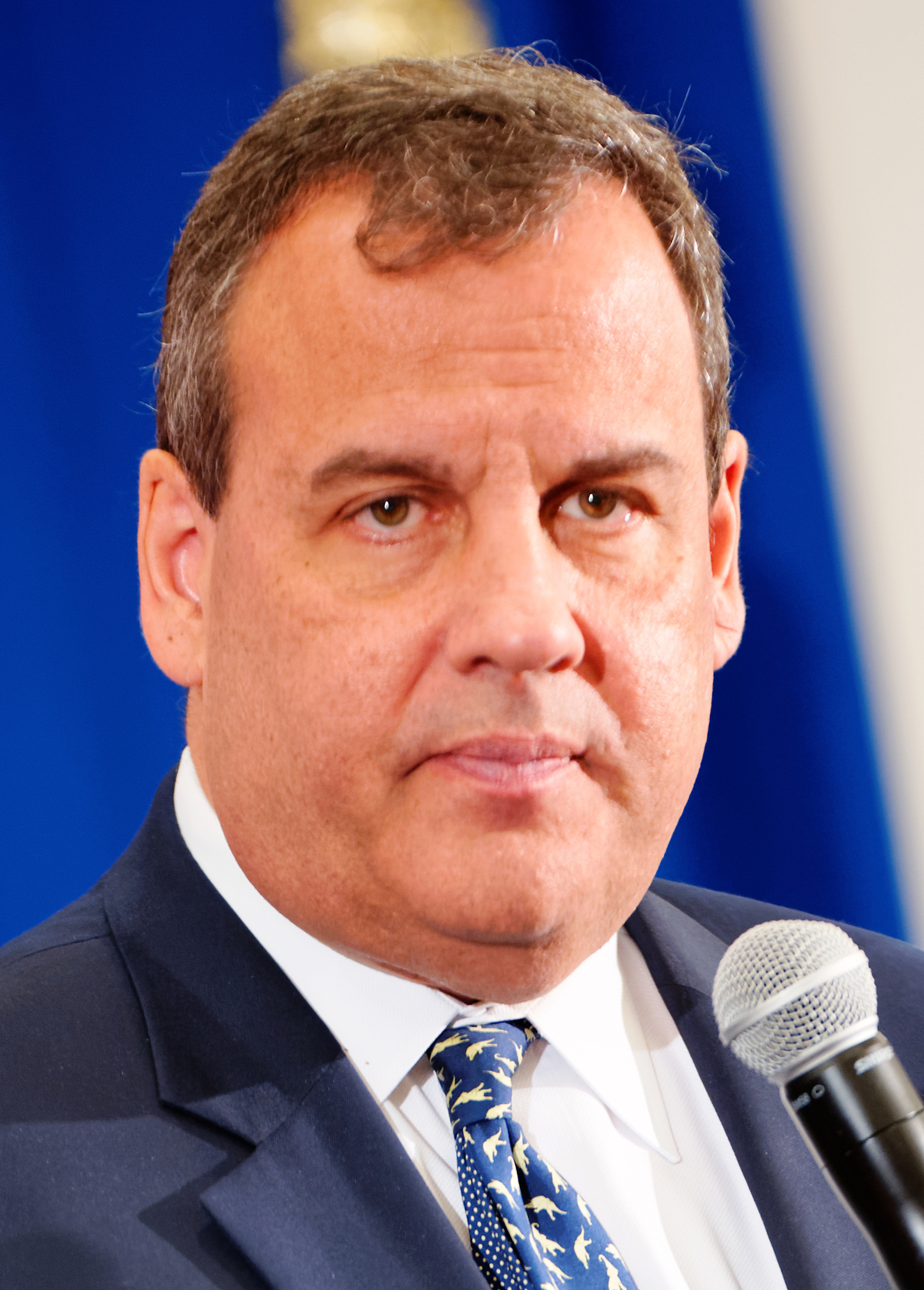
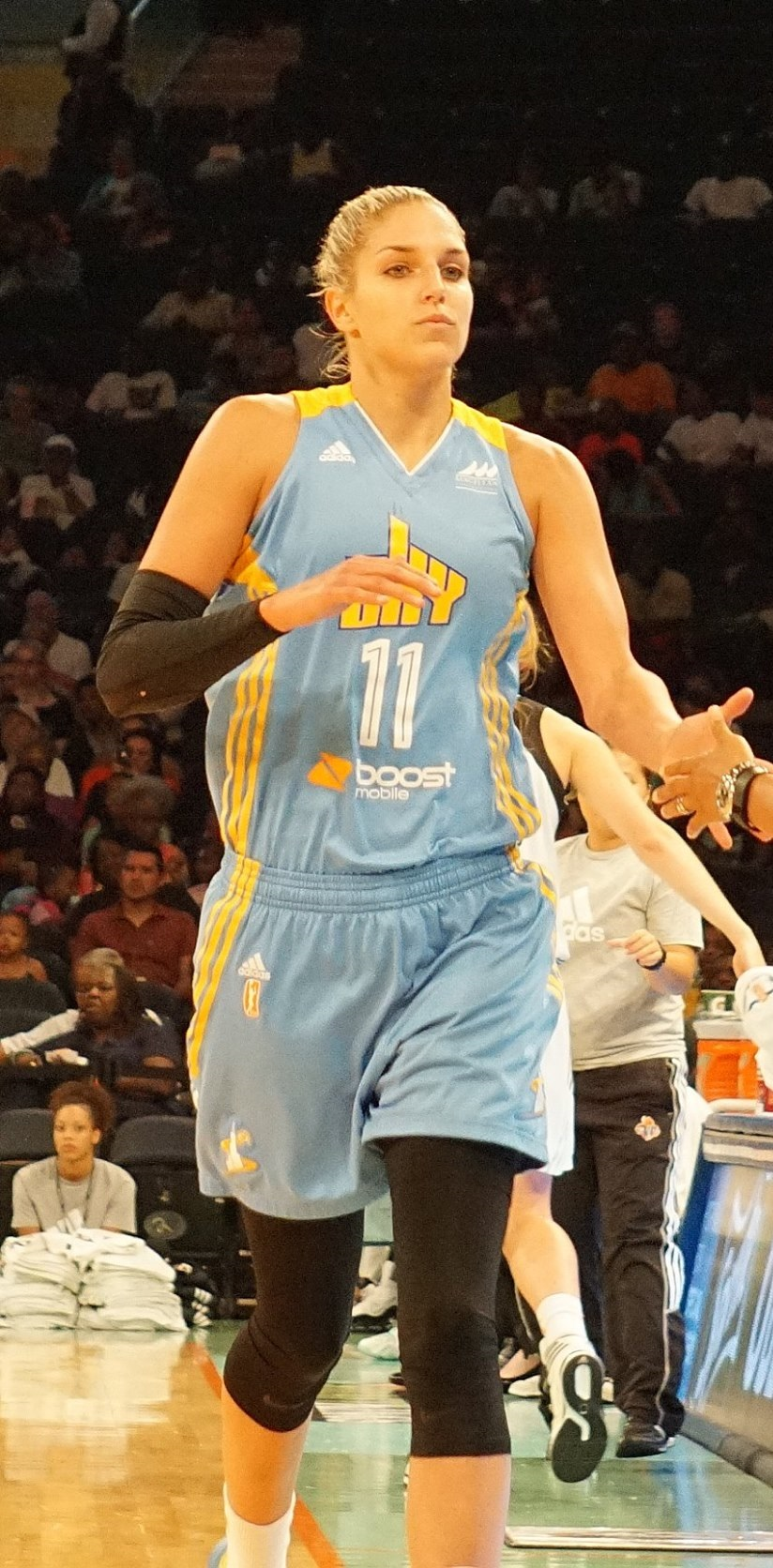
النا دل دون, WNBA star
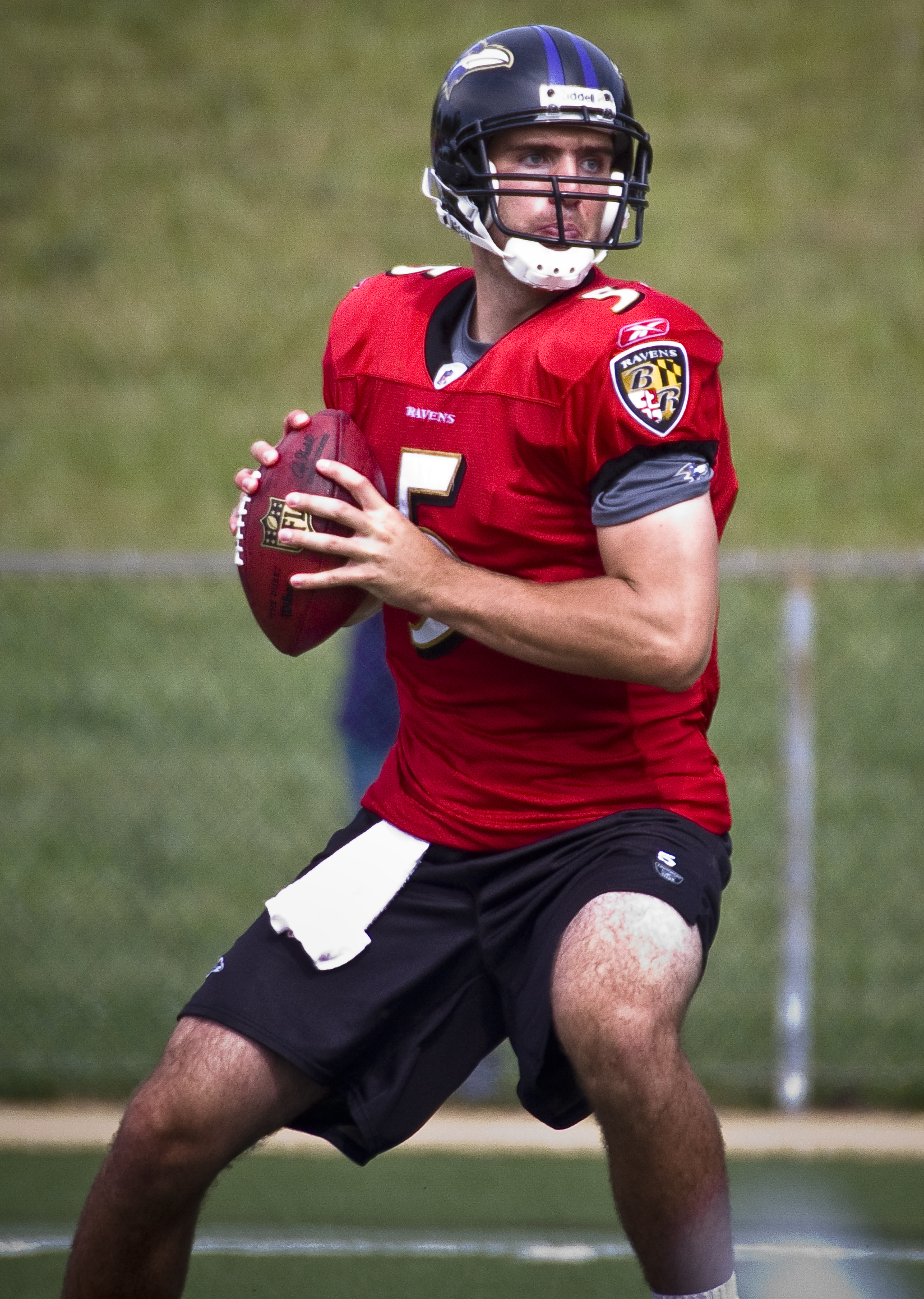
جو فلاکو، کوارتربک NFL
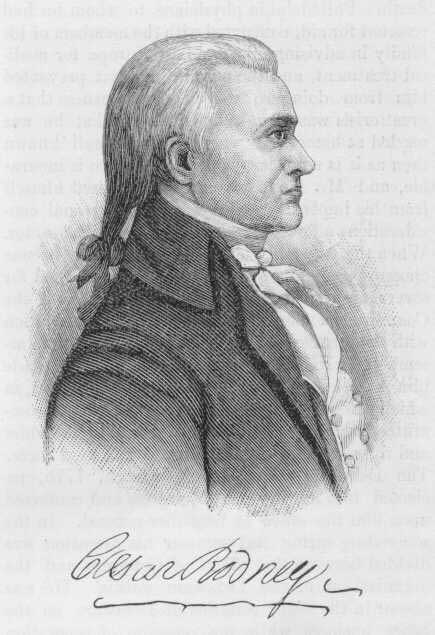
سزار رادنی، امضاء کننده اعلامیه استقلال ایالات متحده آمریکا